# رولوف بنی
رولوف بنی، (۱۹۲۴–۱۹۸۴) عکاس اهل کانادا بود که بیشتر عمر خود را در رم و به سفر به سراسر جهان گذراند. او با نام ویلفرد روی بنی در مدیسین هت آلبرتا به دنیا آمد و بعدها نام کوچک خود را رولوف (Roloff) که از نام خانوادگی مادرش گرفته بود، گذاشت.

## زندگی
بنی در ۷ ژانویه ۱۹۲۴ در مدیسین هات آلبرتا به دنیا آمد.
بنی تحصیلات خود را در دانشگاه تورنتو به سرانجام رساند. همچنین به کلاس‌های هنر در مرکز هنرهای بنف در دانشگاه آیووا می‌رفت. وی نزد مائوریسیو لاسانسکی که چاپگری چیره‌دست هم بود آموزش دید و مائوریسیو یکی از آثارش را به وی هدیه داد.
او یک استودیوی عکاسی در لث‌بریج آلبرتا داشت که اقوام خود را در آنجا ملاقات می‌کرد.